# Liste der Biografien/Conz
Liste der Biografien |
Portal Biografien |
Personensuche
# |
A |
B |
C |
D |
E |
F |
G |
H |
I |
J |
K |
L |
M |
N |
O |
P |
Q |
R |
S |
T |
U |
V |
W |
X |
Y |
Z |
?
 
Ca |
Cb |
Cc |
Ce |
Ch |
Ci |
Cj |
Ck |
Cl |
Cm |
Cn |
Co |
Cr |
Cs |
Ct |
Cu |
Cv |
Cw |
Cy |
Cz
 
Coa–Cod |
Coe–Cok |
Col |
Com |
Con |
Coo–Coq |
Cor |
Cos |
Cot |
Cou |
Cov |
Cow |
Cox |
Coy |
Coz
 
Cona |
Conb |
Conc |
Cond |
Cone |
Conf |
Cong |
Conh |
Coni |
Conj |
Conk |
Conl |
Conn |
Cono |
Conq |
Conr |
Cons |
Cont |
Conu |
Conv |
Conw |
Cony |
Conz
Die Liste der Biografien führt alle Personen auf, die in der deutschsprachigen Wikipedia einen Artikel haben. Dieses ist eine Teilliste mit 38 Einträgen von Personen, deren Namen mit den Buchstaben „Conz“ beginnt.

## Conz
- Conz, Benjamin (* 1991), Schweizer Eishockeytorhüter
- Conz, Chris (* 1985), Schweizer Boogie-Woogie, Blues- und Jazz-Pianist
- Conz, Francesco (1935–2010), italienischer Kunstsammler und -verleger
- Conz, Gustav (1832–1914), deutscher Maler, Zeichner und Zeichenlehrer
- Conz, Karl Philipp (1762–1827), deutscher Dichter, Schriftsteller und Professor für klassische Literatur
- Conz, Oliver (* 1967), deutscher Jurist, Naturschützer und Politiker (Bündnis 90/Die Grünen)Oliver Conz (* 1967)

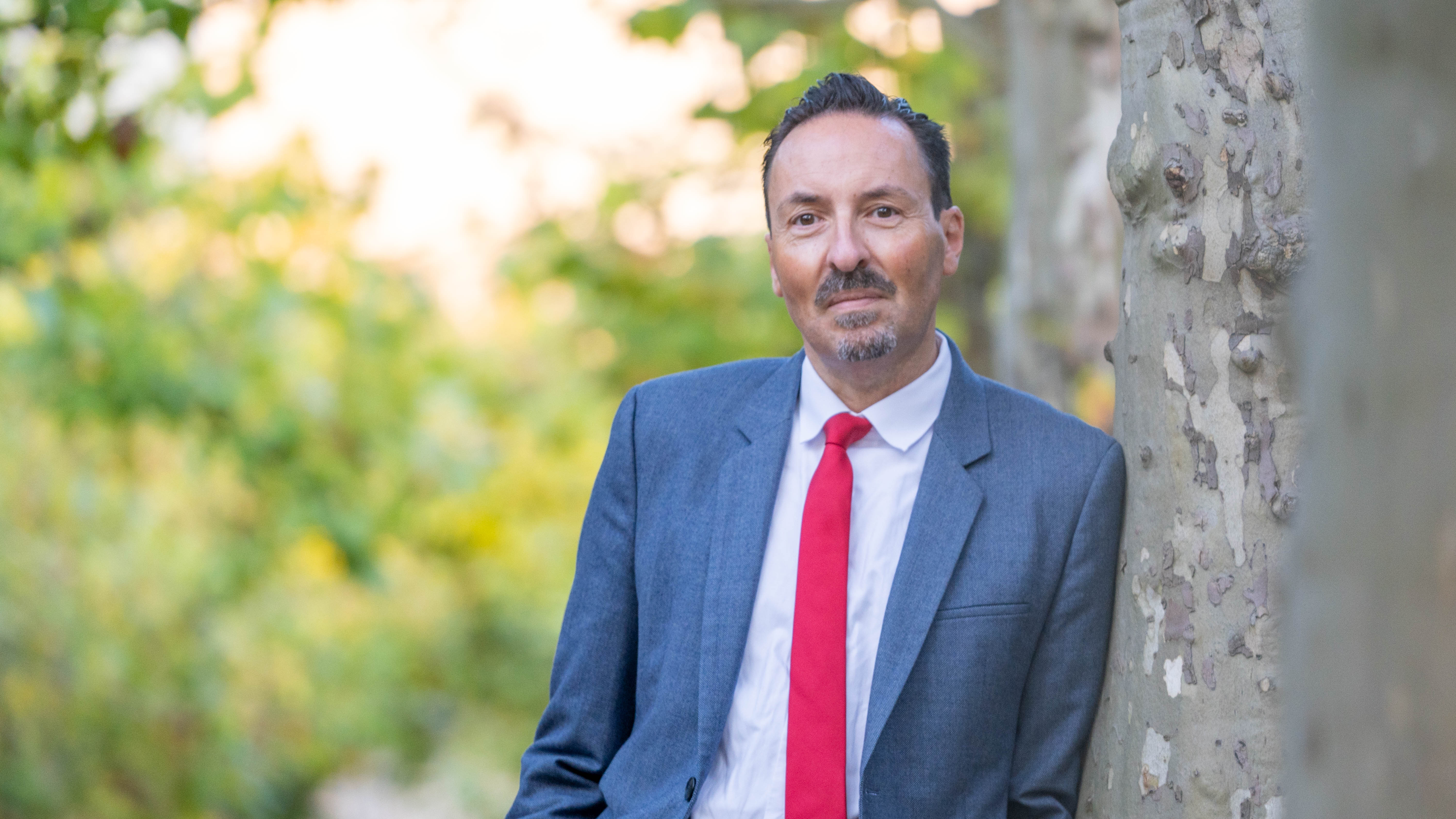
Oliver Conz (* 1967)

- Conz, Walter (1872–1947), deutscher Kunstmaler und Radierer

### Conza
- Conzatti, Giovanni Battista (1883–1965), österreich-ungarischer Offizier

### Conze
- Conze, Albrecht (* 1954), deutscher Diplomat
- Conze, Alexander (1831–1914), deutscher Klassischer Archäologe
- Conze, Eckart (* 1963), deutscher Historiker
- Conze, Edward (1904–1979), englischer Philologe und Buddhismuskundler
- Conze, Friedrich (1864–1949), preußischer Verwaltungsjurist und Landrat
- Conze, Gottfried Friedrich (1831–1920), deutscher Fabrikant und Politiker
- Conze, Hans (1879–1942), deutscher Reichsgerichtsrat
- Conze, Julian (* 1999), deutscher Fußballspieler
- Conze, Max (* 1969), deutscher Manager
- Conze, Peter (1860–1939), deutscher Beamter
- Conze, Peter Diederich (1783–1861), deutscher Fabrikant und Politiker
- Conze, Vanessa (* 1970), deutsche Neuzeithistorikerin
- Conze, Werner (1910–1986), deutscher Historiker und Rektor der Universität Heidelberg
- Conzelman, Jimmy (1898–1970), US-amerikanischer American-Football-Spieler und -Trainer
- Conzelmann, Achim (* 1959), deutscher Sportwissenschaftler
- Conzelmann, Hans (1915–1989), deutscher evangelischer Theologe, Neutestamentler
- Conzelmann, Peter (* 1954), deutscher Brigadegeneral der Bundeswehr
- Conzemius, Arlette (* 1956), luxemburgische Diplomatin
- Conzemius, Victor (1929–2017), luxemburgischer katholischer Kirchenhistoriker
- Conzen, Friedrich (1913–2006), deutscher Unternehmer und Verbandsfunktionär
- Conzen, Hanns (1918–2010), deutscher Architekt und Politiker (CDU)
- Conzendorf, Lena (* 1991), deutsche Schauspielerin und Musicaldarstellerin
- Conzett, Anja (* 1988), Schweizer Journalistin und Autorin
- Conzett, Hans (1886–1918), Schweizer Buchdrucker und Politiker
- Conzett, Hans (1915–1996), Schweizer Politiker, Verleger und UNICEF-Mitglied
- Conzett, Hans-Peter, Schweizer Badmintonspieler
- Conzett, Jürg (* 1956), Schweizer Bauingenieur
- Conzett, Nico (* 1996), Schweizer Unihockeyspieler
- Conzett-Knecht, Verena (1861–1947), Schweizer Gewerkschafterin und Frauenrechtlerin
- Conzetti, Gerda, Schweizer Fernseh-Moderatorin und Buchautorin